# Julus gilvolineatus
Julus gilvolineatus är en mångfotingart som beskrevs av Ludwig Carl Christian Koch 1882. Julus gilvolineatus ingår i släktet Julus och familjen kejsardubbelfotingar. Inga underarter finns listade i Catalogue of Life.